# Sainte-Scholastique (Québec)
Pour l’article homonyme, voir Sainte-Scholastique.

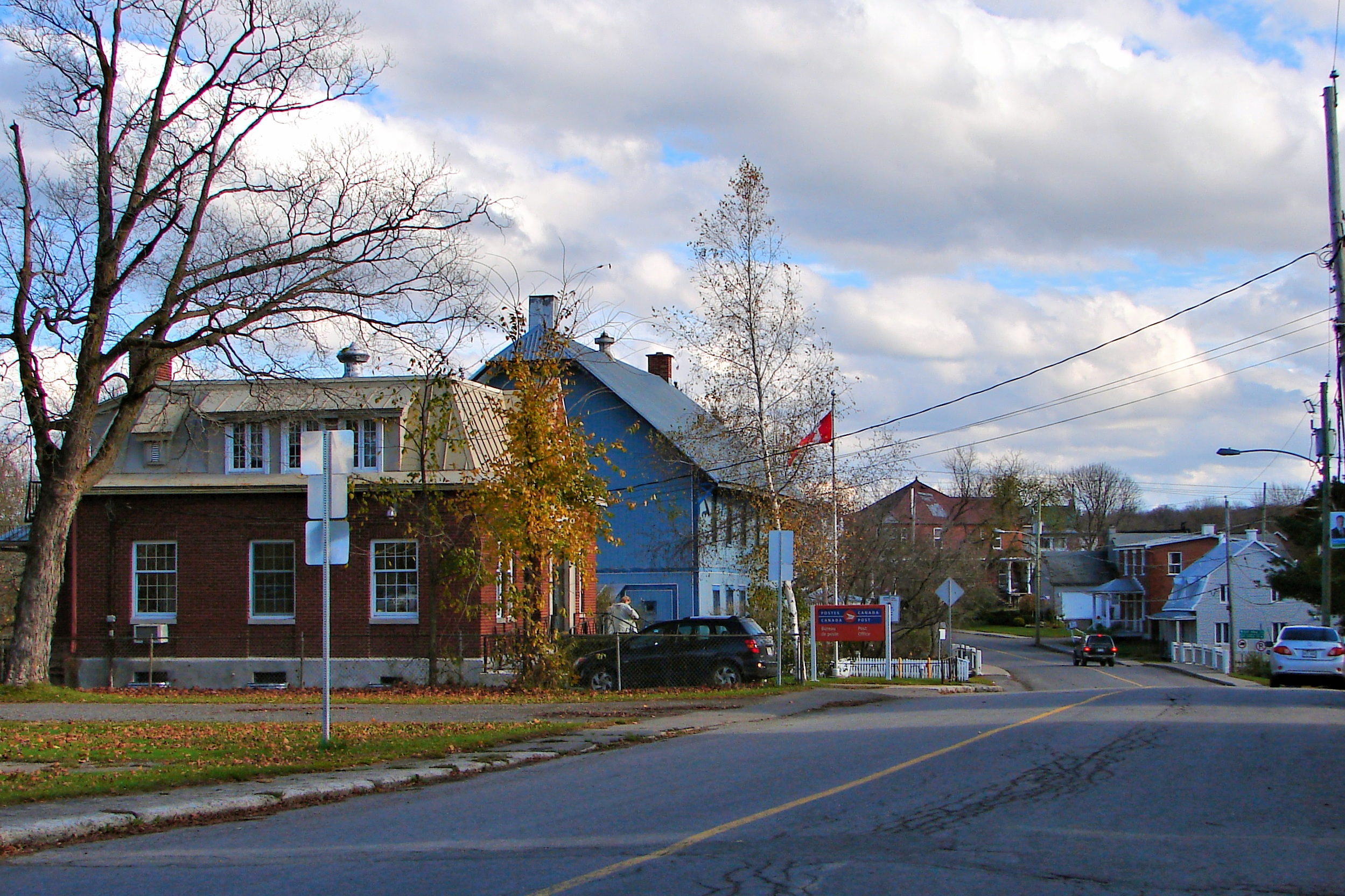

Sainte-Scholastique est une ancienne municipalité de village au Québec. Elle est le siège historique du comté régional de Deux-Montagnes de 1834 à sa fusion avec d'autres cités voisines en 1971.
L'église de Sainte-Scholastique est bénie le 10 juillet 1904. Trois statues sont réalisées par le sculpteur Alexandre Carli tandis que les autels et la balustrade proviennent de l'atelier d'Adolphe Rho. Elle a été détruite par le feu le 11 octobre 1964.
Le 1er janvier 1971: huit municipalités – Saint-Augustin (1855); Saint-Benoît (1855); Saint-Hermas (1834); Saint-Janvier-de-Blainville (1855); Sainte-Scholastique (1834); Saint-Canut (1857); Sainte-Monique (1872) et Saint-Janvier-de-la-Croix (1959) – sont fusionnées pour former la ville de Sainte-Scholastique. Ce nom fait référence à Sainte Scholastique, la sœur de Saint-Benoît.
En 1973: Sainte-Scholastique change son nom pour ville de Mirabel.